# Tetragnatha pilosa
Espèce
Tetragnatha pilosa est une espèce d'araignées aranéomorphes de la famille des Tetragnathidae.

## Distribution
Cette espèce est endémique de Kauai à Hawaï,.

## Description
Le mâle holotype mesure 5,9 mm et la femelle paratype 5,5 mm.

## Publication originale
- Gillespie, 1992 : Hawaiian spiders of the genus Tetragnatha: I. Spiny leg clade. Journal of Arachnology vol. 19, p. 174-209 (texte intégral).